# La Almarcha
La Almarcha är en ort i Spanien.   Den ligger i provinsen Provincia de Cuenca och regionen Kastilien-La Mancha, i den centrala delen av landet, 140 km sydost om huvudstaden Madrid. La Almarcha ligger 857 meter över havet och antalet invånare är 574.
Terrängen runt La Almarcha är lite kuperad, och sluttar österut. Runt La Almarcha är det mycket glesbefolkat, med 2 invånare per kvadratkilometer. Närmaste större samhälle är Honrubia, 11,7 km sydost om La Almarcha. Trakten runt La Almarcha består till största delen av jordbruksmark.